# Біда Анатолій Платонович
Анатолій Платонович Біда (нар. 12 вересня 1950, Кривий Ріг,  — пом. 2003, Україна) — український футболіст, захисник, футбольний тренер.

## Кар'єра гравця
Футбольну кар'єру розпочав 1969 року в криворізькому «Кривбасі». У 1975 році перейшов у кишинівський «Ністру», а влітку 1976 року повернувся до Кривого Рогу. У 1978 році став гравцем "Кристал". У 1980 році повернувся до криворізького «Кривбасу». У 1981 році прийняв запрошення нікопольського «Колоса», у футболці якого завершив футбольну кар'єру.

## Кар'єра тренера
По завершенні кар'єри гравця розпочав тренерську діяльність. У 1990 році приєднався до тренерського штабу криворізького «Кривбасу». Після відставки Геннадія Лисенчука до кінця сезону 1991 року протягом 13 турів керував криворізьким клубом. Потім знову допомагав тренувати «Кривбас». У квітні 1995 року знову виконував обов'язки головного тренера криворіжців.
Загинув в 2003 році у віці 53 роки.

## Досягнення

### Як гравця
«Кривбас» (Кривий Ріг)
- Чемпіонат УРСР
  -  Чемпіон (2): 1971, 1976